# La Vie de bohème (film, 1945)
Pour les articles homonymes, voir La Vie de bohème.
Pour plus de détails, voir Fiche technique et Distribution.
La Vie de bohème est un film français réalisé par Marcel L'Herbier, sorti sur les écrans en 1945. Le film réalisé en 1942 n'est sorti qu'à la Libération en raison du temps mis pour le montage.[réf. nécessaire].

## Synopsis
Quatre jeunes amis partagent l'insouciance, la gaité, les rires et les danses de la vie de bohème: Rodolphe, le peintre qui ne réussit pas à vendre son tableau "le passage de la mer rouge"; Alexandre Chaunard, le compositeur, et son amie Phémie; Colline, le philosophe, qui fréquente les bouquinistes des quais de Seine; Marcel et Musette.... Rodolphe est amoureux de Mimi. Les amoureux, lors d'une promenade romantique au jardin du Luxembourg, rencontrent le marionnettiste du jardin qui agite ses poupées avec des ficelles et dit à Mimi qu'elle aussi est une poupée agitée par de grosses ficelles...
Mais Mimi, séduite par le jeune peintre Rodolphe, se sachant très malade, le quitte pour ne pas freiner son ambition. Elle lui revient seulement pour son dernier soupir.

## Fiche technique
- Titre : La Vie de bohème
- Réalisation : Marcel L'Herbier, assisté de Robert-Paul Dagan, Jean Laviron
- Scénario : Nino Frank, d'après le roman Scènes de la vie de bohème d'Henry Murger (une statue représentant Henry Murger est d'ailleurs vue dans le film)
- Dialogues : Robert Boissy, Pierre Rocher
- Décors : Georges Wakhévitch
- Costumes : Jacques Costet
- Photographie : Pierre Montazel
- Photographe de plateau : G. R. Aldo
- Montage : Suzanne Catelain, Émilienne Nelissen
- Musique : Giacomo Puccini
- Lieux de tournage : Studios de la Victorine à Nice[2]
  - Adaptation musicale : Louis Beydts
- Production : André Paulvé
- Pays :  France
- Format : noir et blanc - 1,37:1 - 35 mm - son mono
- Genre : drame
- Durée : 120 min
- Date de sortie : 17 octobre 1945 en France
- Affiche : Bernard Lancy (France)

## Distribution
- María Denis : Mimi
- Louis Jourdan : Rodolphe
- Gisèle Pascal : Musette
- Suzy Delair : Phémie
- Louis Salou : Colline
- Alfred Adam : Schaunard
- André Roussin : Marcel
- Marcel André
- Roger Blin
- Lucien Callamand
- Marguerite Ducouret
- Lucienne Galopaud
- Albert Gercourt
- Pierre Juvenet
- Lucy Lancy
- Léon Larive
- Manoutrel
- Gaston Orbal
- Félix Oudart
- Jean Parédès
- Roland Pégurier
- Jean Racine
- Guillaume de Sax
- Jean Sinoël
- Roland Toutain
- Jean d'Yd
- Harry Séguéla